# Lanty’s Tarn
Der Lanty’s Tarn ist ein See im Lake District, Cumbria, England. Er liegt in der Civil parish Martindale im Südwesten des Sees Ullswater, westlich von Patterdale. Die Größe des stark mit Schilfrohr bewachsenen Sees ist unbekannt, seine Tiefe wird mit 1 m angegeben. Der See hat keinen erkennbaren Zufluss und auch keinen Abfluss.
Der See ist nach dem ursprünglichen Besitzer Launcelet Dobson benannt, der auf nahegelegenen Farm Grasswaite Howe lebte. Der See kam später in den Besitz der Eigentümer von Patterdale Hall. Die neuen Eigentümer errichteten einen Damm und stauten so den See auf, damit er als Fischteich genutzt werden konnte. Im Winter diente der See dazu einen Eisvorrat in einem Eiskeller im Damm des Sees anzulegen.